# Franz Schiermeier Verlag
Der Franz Schiermeier Verlag ist ein deutscher unabhängiger Verlag, der 2003 vom Architekten und Verleger Franz Schiermeier in München gegründet wurde.

## Geschichte
Franz Schiermeier (* 1955 in Arnstorf, Niederbayern) lebt seit 1976 in München und gründete 2003 den Verlag mit Schwerpunkt zur Münchner Stadtgeschichte. Von 1995 bis 2003 war er Assistent am Lehrstuhl von Ueli Zbinden an der TUM. Für sein vielfältiges und langjähriges Engagement als Verleger und seine Ehrenämter im Münchner Forum, dem Archiv der Münchner Arbeiterbewegung, verschiedenen Geschichtswerkstätten, dem Flößer-Kulturverein und dem Bezirksausschuss Ludwigsvorstadt-Isarvorstadt verlieh die Stadt München Schiermeier 2025 die Medaille München leuchtet – Den Freundinnen und Freunden Münchens in Bronze.

## Autoren
Zu den Autoren des Verlags gehören u. a. Margret Wanetschek, Christine Rädlinger, Sibylle Appuhn-Radtke, Carmen Enns, Anita Kuisle, Karl Stankiewitz, Karl Klühspies, Cornelia Oelwein, Sabine Buttinger, Ben Tax, Sebastian Winkler, Gerhard Ongyerth, Freimut Scholz, Wolfgang Wirth, Roland Gabriel, Dominik Thoma, Gottfried Hansjakob, Matthias Castorph, Sophie Wolfrum, Andreas Hild, Andreas Müsseler, Linda Benedikt, Adelheid Schmidt-Thomé und Christine Heinz.

## Münchner Buchmacher
Der Franz Schiermeier Verlag gehört seit 2017 zur Gruppe der Münchner Buchmacher. Die sieben unabhängigen Verlage (austernbank Verlag, edition tingeltangel, Morisken Verlag, Schillo Verlag, Hirschkäfer Verlag, Susanna Rieder Verlag) kooperieren bei gemeinsamen Aktionen. Ihre Bibliodiversität zeigt sich bei Veranstaltungen wie dem Indiebookday, der Münchner Bücherschau und dem „Markt der unabhängigen Verlage – Andere Bücher braucht das Land“ im Literaturhaus München als Teil des Literaturfestes München.

## Publikationen (Auswahl)
- Franz Schiermeier, Stadtatlas München, Karten und Modelle von 1570 bis heute. Herausgegeben von: Münchner Stadtmuseum, Stadtarchiv München: 'Franz Schiermeier Verlag, München 2003, ISBN 3-9809147-0-4.
- Franz Schiermeier, Stadtatlas Nürnberg, Karten und Modelle von 1492 bis heute. Herausgegeben von: Stadtarchiv Nürnberg, Staatsarchiv Nürnberg und Stadtmuseum Nürnberg im Fembohaus:  Franz Schiermeier Verlag, München 2006, ISBN 978-3-9809147-7-2
- Christine Rädlinger: Geschichte der Münchner Stadtbäche, Herausgegeben vom Baureferat der Landeshauptstadt München. Franz Schiermeier Verlag, München 2004, ISBN 978-3-9809147-2-7.
- Christine Rädlinger: Geschichte der Münchner Brücken, Herausgegeben vom Stadtarchiv München. Franz Schiermeier Verlag, München 2008, ISBN 978-3-9811425-2-5.
- Franz Schiermeier, Florian Scheungraber (Hrsg.): Alter Südlicher Friedhof in München. Geschichte und Berühmtheiten. Übersichtsplan der Grabmäler. Herausgegeben zum 850. Stadtgeburtstag. Franz Schiermeier Verlag, München 2008, ISBN 978-3-9811425-6-3.
- Matthias Castorph (Hrsg.): Theodor Fischer: Sechs Vorträge über Stadtbaukunst. Franz Schiermeier Verlag, München 2009, ISBN 978-3-9811425-7-0.
- Perlen. Ausgewählte Bauten und Orte in München. Franz Schiermeier Verlag, München 2010 mit Beiträgen von Fritz Auer, Ruth Berktold, Nicola Borgmann, Wolfgang Brune, Matthias Castorph, Johannes Ernst, Dietrich Fink, Gerhard Hausladen, Andreas Hild, Andreas Meck, Bernd Meyerspeer, Nuyken von Oefele, Bernhard Peck, Muck Petzet, Amandus Sattler, Christoph Sattler, Peter Scheller, Martin Schnitzer, Johann Spengler, Ludwig Wappner, Westner Schührer Zöhrer, Rudolf Wienands, Sophie Wolfrum, Alexandra Zeilhofer und Florian Fischer
- Sophie Wolfrum, Lehrstuhl für Städtebau und Regionalplanung, Technische Universität München (Hrsg.): Theodor Fischer Atlas. Städtebauliche Planungen in München. Franz Schiermeier Verlag, München 2012, ISBN 978-3-943866-00-1.
- Christine Rädlinger: Geschichte der Isar in München, Herausgegeben vom Stadtarchiv München. Franz Schiermeier Verlag, München 2012, ISBN 978-3-943866-11-7.
- Christine Rädlinger: Heimat im Ledigenheim. 100 Jahre Verein Münchner Ledigenheim e.V. Franz Schiermeier Verlag, München 2013, ISBN 978-3-943866-20-9.
- Dietrich Fink, Florian Fischer und Sebastian Ballauf (Hrsg.): Im Herzen der Stadt – Stachus München. Franz Schiermeier Verlag, München 2013
- Karl Klühspies (Hrsg.): München Nicht wie geplant. Franz Schiermeier Verlag, München 2015, ISBN 978-3-943866-25-4
- Carmen M. Enss (Hrsg.): Münchens geplante Altstadt. Städtebau und Denkmalpflege ab 1944 für den Wiederaufbau. Franz Schiermeier Verlag, München Juli 2016. ISBN 978-3-943866-46-9.
- Franz Schiermeier: Münchner Stadtmodelle, 1570 Stadtmodell von Jakob Sandtner, 1863 Stadtmodell von Johann Baptist Seitz, 2017 Münchner Stadtmodell des Referats für Stadtplanung und Bauordnung. Herausgegeben von: Bayerisches Nationalmuseum München, Münchner Stadtmuseum, Referat für Stadtplanung und Bauordnung der Landeshauptstadt München, Franz Schiermeier Verlag, München 2018, ISBN 978-3-943866-60-5.
- Andreas Hild, Andreas Müsseler (Hrsg.): Neuperlach ist schön. Franz Schiermeier Verlag, München 2018. ISBN 978-3-943866-65-0.
- Perlen. Ausgewählte Freiräume in München. Franz Schiermeier Verlag, München 2020 mit Beiträgen von Nicolette Baumeister, Matthias Castorph, Johannes Ernst, Benedict Esche, Peter Haimerl, Gottfried Hansjakob, Benedikt Hartl, Andreas Hild, Thomas Jocher, Karl R. Kegler, Elisabeth Merk, Dionys Ottl, Ritz Ritzer, Amandus Sattler, Karin Schmid, Martin Schnitzer, studioeuropa, Christiane Thalgott, Ludwig Wappner, Westner Schührer Zöhrer, Sophie Wolfrum, Tochtermann Wündrich, Max Otto Zitzelsberger
- Hans-Peter Hübner, Herbert May, Klaus Raschzok (Hrsg.): Evangelische Pfarrhäuser in Bayern, Franz Schiermeier Verlag, München 2017. ISBN 978-3-948974-04-6.
- Hans-Peter Hübner, Klaus Raschzok (Hrsg.): Evangelische Friedhöfe in Bayern, Franz Schiermeier Verlag, München 2021. ISBN 978-3-948366-52-0.
- Sebastian Winkler und Franz Schiermeier: München farbig, 1946–1965, Vom Trümmerfeld zum U-Bahnbau, Franz Schiermeier Verlag, München 2018. ISBN 978-3-943866-64-3.
- Sebastian Winkler und Franz Schiermeier: München Ortstermin, Die Stadt nach dem Krieg und heute, Franz Schiermeier Verlag, München 2208. ISBN 978-3-943866-95-7.
- Ben Tax: Meine Verehrung Exzellenz!, Max von Pettenkofer – Hygiene für München und die Welt, Franz Schiermeier Verlag, München 2021. ISBN 978-3-948974-03-9.
- Adelheid Schmidt-Thomé: Luise Kiesselbach – Kinder redet nicht, tut was, Franz Schiermeier Verlag, München 2024. ISBN 978-3-948974-25-1.